# Klára Woitschová
Klára Woitschová, roz. Kučerová (*17. července 1977) je česká historička, archivářka, vysokoškolská pedagožka a od roku 2016 vedoucí Archivu Národního muzea.

## Životopis
V roce 2001 vystudovala historii na Filozofické fakultě Univerzity Karlovy, o rok později vystudovala archivnictví a pomocné vědy historické na téže univerzitě. V roce 2001 se také podílela na projektu archivace firmy Philip Morris. Od roku 2008 pracuje v Archivu Národního muzea. V roce 2009 získala velký doktorát v oboru archivnictví a pomocné vědy historické obhajobou disertační práce „Wunschwitzova sbírka v kontextu genealogicko-heraldických souvislostí 1. poloviny 18. století (Rozbor fondu a jeho pomocněvědné využití)“. Od roku 2010 je vedoucí Časopisu Národního muzea. Od roku 2016 je vedoucí Archivu Národního muzea. Současně působí jako odborná asistentka na Katedře pomocných věd historických a archivního studia FF UK.
Klára Woitschová se zaměřuje na dějiny raného novověku, pomocné vědy historické - zejména paleografii, genealogii, heraldiku, vydávání pramenů a spisovou službu.